# Богази (окръг Кирения)
Богаскьой (на турски: Boğazköy; на гръцки: Μπογάζι) е село в Кипър, окръг Кирения. Според статистическата служба на Северен Кипър през 2011 г. селото има 1943 жители.
Де факто е под контрола на непризнатата Севернокипърска турска република.